# Chimsk
 (mars 2025).
Si vous disposez d'ouvrages ou d'articles de référence ou si vous connaissez des sites web de qualité traitant du thème abordé ici, merci de compléter l'article en donnant les références utiles à sa vérifiabilité et en les liant à la section « Notes et références ».
Chimsk (en russe : Шимск) est une ville urbaine (ou commune urbaine) et le centre administratif du raïon de Chimsky dans l'oblast de Novgorod, en Russie. Municipalement, elle est intégrée comme étant l'Agglomération urbaine de Chimskoïe, la seule localité urbaine du district. La ville est située le long d'une autoroute reliant Novgorod et Pskov, à 48 kilomètres au sud-ouest de Veliky Novgorod. Chimsk est situé aux abords de la rivière Chelon, à environ 10 km en amont du point où celle-ci draine vers le lac Ilmen. Sa population se compose de 3 895 habitants selon un recensement de 2010.
De nombreuses sources d'eau minérale, notamment celles proches du village d'Ouspolon, se trouvent à proximité.